# Vilaine
Die Vilaine ist ein Küstenfluss in Frankreich, der in den Regionen Pays de la Loire und Bretagne verläuft. Er entspringt im Gemeindegebiet von Juvigné. Die Vilaine durchquert die Départements Mayenne, Ille-et-Vilaine und Morbihan und mündet nach rund 218 Kilometern bei Arzal, an der Südküste der Bretagne, als Ästuar in den Atlantik.

## Orte am Fluss
- Juvigné
- Vitré
- Châteaubourg
- Noyal-sur-Vilaine
- Rennes
- Pléchâtel
- Redon
- La Roche-Bernard
- Arzal

## Schifffahrt
Die Vilaine ist von der Mündung bis Rennes schiffbar (131 km, 14 Schleusen). In Rennes hat sie Anschluss an den Canal d’Ille-et-Rance, der an die Nordküste der Bretagne führt und bei Saint-Malo in den Atlantik mündet. Bei Redon bildet die Vilaine eine Wasserstraßenkreuzung mit dem Canal de Nantes à Brest.

## Nebenflüsse
Reihenfolge in Fließrichtung gesehen, mit Länge und Einmündungsseite
- Valière, 28 km, von links
- Cantache, 36 km, von rechts
- Veuvre (oder Chevré), 43 km, von rechts
- Ille, 49 km, von rechts
- Flume, 34 km, von rechts
- Blosne, 19 km, von links
- Meu, 84 km, von rechts
- Seiche, 97 km, von links
- Canut (Nord), 45 km, von rechts
- Semnon, 73 km, von rechts
- Chère, 65 km, von links
- Don, 92 km, von links
- Canut (Sud), 24 km, von rechts
- Oust, 145 km, von rechts
- Isac, 69 km, von links
- Trévelo (oder Étier), 20 km, von rechts